# 久世広運
久世 広運（くぜ ひろたか）は、江戸時代後期の下総国関宿藩の第6代藩主。関宿藩久世家6代。

## 生涯
寛政11年（1799年）、先代藩主・久世広誉の長男・久世綏之の子として生まれる。文化10年（1813年）9月2日、祖父広誉の嫡孫となる（父・綏之が病弱を理由に廃嫡されたため、孫である広運が広誉の後継者となったことによる）。文化11年（1814年）4月1日、11代将軍・徳川家斉に拝謁する。同年12月16日、従五位下・長門守に叙位・任官する。文化14年（1817年）11月7日、広誉が病気を理由に隠居したため家督を継いだ。文化15年（1818年）8月15日、初めてお国入りする許可を得る。
藩政では文政7年（1824年）11月に藩校・教倫館を創設して学問を奨励している。文政13年（1830年）8月20日に死去、享年32。跡を末期養子の広周が継いだ。

## 系譜
父母
- 久世綏之（実父）
- 久世広誉（養父）

正室
- 八智 ー 伊達村芳の娘

養子
- 久世広周 ー 大草高好の次男